# Смолянаць
44°56′ пн. ш. 15°39′ сх. д. / 44.94° пн. ш. 15.65° сх. д.
Смолянаць (хорв. Smoljanac) — населений пункт у Хорватії, в Лицько-Сенській жупанії у складі громади Плитвицька Єзера.

## Населення
Населення за даними перепису 2011 року становило 245 осіб.
Динаміка чисельності населення поселення:

## Клімат
Середня річна температура становить 9,81 °C, середня максимальна – 23,79 °C, а середня мінімальна – -6,28 °C. Середня річна кількість опадів – 1309 мм.
| Клімат поселення                              | Клімат поселення | Клімат поселення | Клімат поселення | Клімат поселення | Клімат поселення | Клімат поселення | Клімат поселення | Клімат поселення | Клімат поселення | Клімат поселення | Клімат поселення | Клімат поселення | Клімат поселення |
| Показник                                      | Січ.             | Лют.             | Бер.             | Квіт.            | Трав.            | Черв.            | Лип.             | Серп.            | Вер.             | Жовт.            | Лист.            | Груд.            |                  |
| Середній максимум, °C                         | 6,99             | 8,09             | 11,93            | 16,08            | 20,57            | 23,79            | 22,87            | 22,39            | 18,81            | 14,66            | 8,99             | 5,27             |                  |
| Середня температура, °C                       | 0,35             | 1,45             | 5,28             | 9,43             | 13,93            | 17,16            | 19,04            | 18,56            | 15,00            | 10,84            | 5,18             | 1,46             |                  |
| Середній мінімум, °C                          | −6,28            | −5,19            | −1,36            | 2,80             | 7,28             | 10,51            | 15,23            | 14,74            | 11,19            | 7,02             | 1,36             | −2,37            |                  |
| Норма опадів, мм                              | 85               | 90               | 98               | 112              | 105              | 106              | 91               | 96               | 125              | 135              | 148              | 118              |                  |
| Середньомісячна швидкість вітру, м/с          | 1.63             | 1.73             | 2.04             | 2.03             | 1.84             | 1.66             | 1.64             | 1.53             | 1.53             | 1.60             | 1.73             | 1.76             |                  |
| Середньомісячна сонячна радіація, кДж/м²·день | 4470             | 7113             | 10526            | 15033            | 19124            | 21001            | 22569            | 19367            | 14328            | 9182             | 4881             | 3673             |                  |
| --------------------------------------------- | ---------------- | ---------------- | ---------------- | ---------------- | ---------------- | ---------------- | ---------------- | ---------------- | ---------------- | ---------------- | ---------------- | ---------------- | ---------------- |
| Джерело:                                      |                  |                  |                  |                  |                  |                  |                  |                  |                  |                  |                  |                  |                  |